# Tara Strong
Tara Lyn Strong, de soltera Charendoff (Toronto, Ontario; 12 de febrero de 1973), es una actriz canadiense nacionalizada estadounidense. 
Tara trabajó en Ice Age interpretando al pequeño Bodoque, haciendo el lenguaje pre-lingüístico o no verbal del bebé que Sid, Manny y Diego regresan con su padre al finalizar la película. También hizo las voces de Ben Tennyson en Ben 10, Raven en Los Jóvenes Titanes, Sari en Transformers Animated, Dil Pickles en Rugrats (1991) y Rugrats: Más Grandes y Traviesos (2003), Burbuja en The Powerpuff Girls, y Batgirl en Gotham Girls. Ella también hizo las voces de Seem The Monk y Keira en Jak 3. Sus voces recurrentes son las de Timmy Turner de Los padrinos mágicos (un rol que ella tomó después de la muerte de la actriz de voz Mary Kay Bergman), Hizo las voces de Hip y Hop Koopa de la serie televisiva Super Mario Bros. 3, Omi el monje Xiaolin en Xiaolin Showdown, la compañera astuta de Fillmore! Ingrid Third, Terrible en Foster, la casa de los amigos imaginarios, Princesa Clara y Lulú d'Cartón de La casa de los dibujos, de Comedy Central, y otras voces en Madeline. También, Strong ha sido conocida por su trabajo en muchos videojuegos incluyendo Metal Gear Solid: Peace Walker, Tales of Symphonia, Kingdom Hearts II y Batman: Arkham Knight, interpretando en esta última a Harley Quinn.
En 2008, Tara, realizó las voces de las hermanas de Ariel en la película de Disney, La sirenita 3. Desde 2010, ha estado trabajando en la serie My Little Pony: La magia de la amistad haciendo la voz de Twilight Sparkle. También apareció en las películas basadas en la serie de televisión  Sabrina, la bruja adolescente, Sabrina va a Roma y Sabrina va a Australia, en el papel de Gwen, una bruja inexperta que se vuelve amiga de Sabrina en la primera película y cómplice de sus aventuras.

## Vida personal
Tara estuvo casada con Craig Strong desde el 14 de mayo de 2000 hasta el 5 de enero de 2022. Tienen dos hijos, Sammy (nacido el 5 de febrero de 2002) y Aden (nacido el 25 de agosto de 2004). Ella tiene una hermana llamada Marla Charendoff. 
Es vegana. En 2012, durante el evento BronyCon en Nueva Jersey, asistió a un almuerzo con fanáticos militares. En 2013, Tara participó en un grupó benéfico llamado Bronies for Good, ayudando a recaudar fondos para una familia quién tenía a su hija con tumor cerebral.

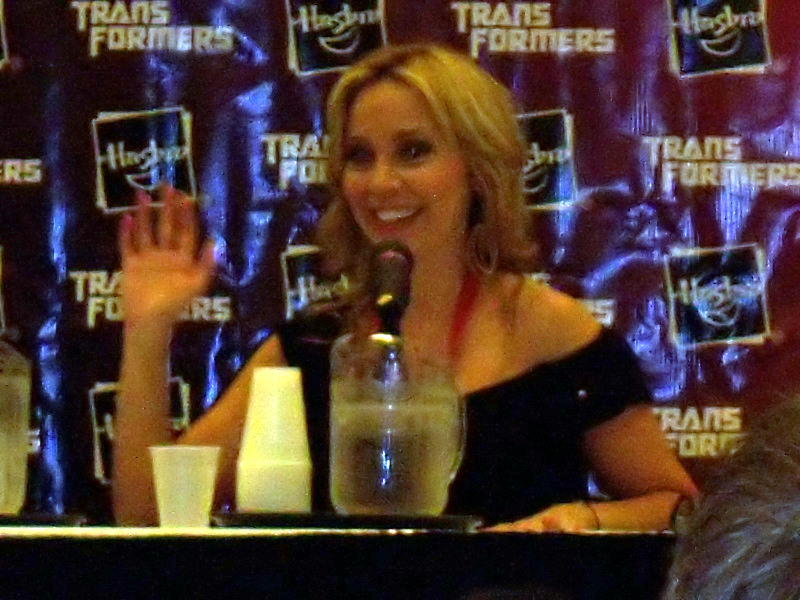
Strong en la Convención Internacional de Transformers (2008)

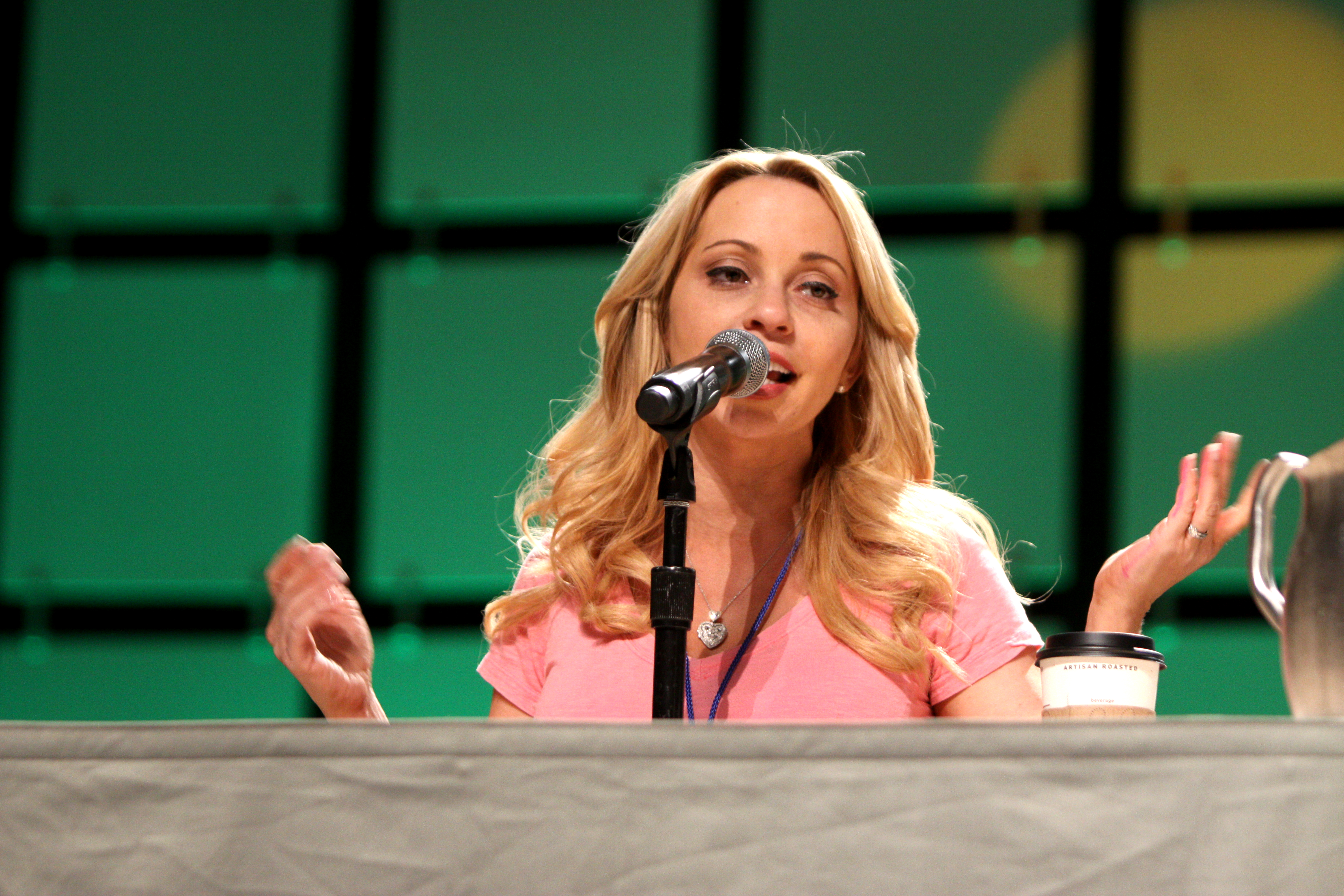
Strong en la Phoenix Comicon (2013)

## Filmografía
- 1985: Rainbow Brite (serie de TV) (voz)
- 1986: Rupert the Bear (serie de TV) (voz)
- 1987: Maxie's World (serie de TV) - Carly (voz)
- 1987: My Pet Monster (serie de TV) - Anne (voz)
- 1987-1988: Los Ositos Cariñositos (serie de TV) - Carol, Rebecca, Claire, Swift Heart Rabbit, Anna (voz)
- 1987: Hello Kitty's furry tale theater (serie de TV) - Hello Kitty (voz)
- 1988: Un cachorro llamado Scooby-Doo (serie de TV) (voz)
- 1988: Madeline (serie de TV) - Chloe (voz)
- 1988: Mosquito Lake (serie de TV) - Tara Harrison
- 1989: The Long Road Home
- 1989-1991: Beetlejuice (serie de TV) - Claire Brewster, Bertha, pequeña Miss Warden (voz)
- 1989-1991: Babar (serie de TV) - Joven Celeste (voz)
- 1990: The Adventures of Super Mario Bros. 3 (serie de TV) - Lemmy Koopa, Iggy Koopa (voz)
- 1990: Piggsburg Pigs (serie de TV) (voz)
- 1991: Only Yesterday - Naoko (voz, doblaje en inglés) - El film fue doblado en 2016 con un lanzamiento limitado
- 1991: Married to It - Estudiante
- 1991: Las Excelentes Aventuras de Bill y Ted (serie de TV) - Mary Jane Smedley (voz), segunda temporada
- 1991: ProStars (serie de TV) - Laura (voz)
- 1991: The New Super Mario World (serie de TV) (voz)
- 1991: Wish Kid (serie de TV) (voz)
- 1991: Here's How! (serie de TV) (voz)
- 1991: The Raccoons (serie de TV) - Donna (voz), episodio "Join The Club"
- 1993-1997: X-Men (serie de TV) — Magik/Illyana Rasputina (voz)
- 1992: A Town Torn Apart (película para TV) - Vida Sparrows
- 1993: Family Pictures (película para TV) - Sarah
- 1993: The Incredible Dennis the Menace
- 1993: Tales from the Cryptkeeper (serie de TV) - Jenny Lawson (voz), episodio "Pleasant Screams"
- 1993: Kung-Fu: The Legend Continues (serie de TV) - Elizabeth, episodio "Secret Place"
- 1994: Thicker Than Blood: The Larry McLinden Story
- 1994: Tekkaman Blade II (voz)
- 1994: Skin Deep
- 1994: Party of Five (serie de TV) - Lorna, episodio "Homework"
- 1994: Reform School Girl
- 1995: Senior Trip
- 1995-2003: Little Bear (serie de TV) - Tutu (voz)
- 1995: Sailor Moon (serie de TV) (voz)
- 1995: Gadget Boy (serie de TV) (voz)
- 1995: Mina and the Count (Cortos animados) (voz)
- 1996: 3rd. Rock From The Sun - Episodio "My Mother The Alien"
- 1996-1998: Adventures from the Book of Virtues (serie de TV) (voz)
- 1996-1997: The Real Adventures of Jonny Quest (serie de TV) - Kazrina, Irina Kafka (voz)
- 1997: 101 Dalmatians: The Series (serie de TV) - Spot, Two-Tones, Vindella de Vil (voz)
- 1997: Pepper Ann (serie de TV) (voz)
- 1997: Batman: Gotham Knight (película animada) — Batgirl/Barbara Gordon (voz)
- 1997: The New Batman/Superman Adventures (serie de TV) — Batgirl/ Barbara Gordon (voz)
- 1997: Healthspells (1997) (serie de TV) (voz)
- 1997: La princesa Mononoke - Kaya (voz, doblaje en inglés)
- 1997: Extreme Ghostbusters (serie de TV) (voz)
- 1997: Channel Umptee-3 (serie de TV) (voz)
- 1997-1999: Cow and Chicken (serie de TV) (voz)
- 1998: Gadget Boy's Adventures In History (serie de TV) - Kylie Griffin (voz)
- 1998: Scooby-Doo on Zombie Island - Lena (voz)
- 1998: Sabrina viaja a Roma - Gwen
- 1998: Redneck Rampage Rides Again (videojuego) - Daisy Mae (voz)
- 1998-2004: King of the Hill (serie de TV) (voz)
- 1998-2005: Las Chicas Superpoderosas (serie de TV) — Burbuja (voz)
- 1998: The Rugrats Movie — Dil Pickles, Timmy McNutty (voz)
- 1998: Rugrats (serie de TV) — Dil Pickles (voz)
- 1999: Can of Worms
- 1999: Sabrina, Down Under - Gwen
- 1999: Travesuras en el aula 402 (serie de TV)
- 1999: Mona la vampira (serie de TV)
- 1999-2000: Detention (serie de TV) — Shareena Wickett (voz)
- 1999: Digimon Adventure (serie de TV)- Sora Takenouchi
- 2000: Clerks, the animated series (serie de TV) (voz)
- 2000-2018: Padre de familia (serie de TV) - personajes varios (voz)
- 2000: Cartoon Cartoon Fridays (serie de TV)
- 2000: La Sirenita 2 — Melody (voz)
- 2000: Rugrats en París — Dil Pickles (voz)
- 2000: Sacrifice (voz)
- 2000: Batman Beyond: Return of the Joker — Batgirl/Barbara Gordon (voz)
- 2000: Orphen: Scion of Sorcery (videojuego) - Mar (voz)
- 2000: Vampire: The Masquerade - Redemption (videojuego) - (voz)
- 2000: Forgotten Realms: Icewind Dale (voz)
- 2001 - 2017: Los padrinos mágicos — Timmy Turner, Poof, Britney Britney (voz)
- 2001: Final Fantasy X — Rikku (voz)
- 2001: Los Rugrats Crecidos — Dil Pickles (voz)
- 2001: Spirited Away (Sen and Chihiro's Spiriting Away)/ — Bou (voz, doblaje en inglés)
- 2001-2005 :The Proud Family (serie de TV) — Bebe and Cese Proud, Puff (voz)
- 2001: Batman: Vengeance (videojuego) — Batgirl/Barbara Gordon (voz)
- 2001: Tony Hawk's Pro Skater 3 (videojuego) (voz)
- 2001: Da Mob (serie de TV) — Tara Byron (voz)
- 2002: Tom and Jerry: The Magic Ring (voz)
- 2002: Ice Age - Roshan, Start (voz)
- 2002: El jorobado de Notre Dame 2 (voz)
- 2002: The Powerpuff Girls Movie — Burbuja (voz)
- 2002: Tarzán y Jane (voz)
- 2002: Los Thornberrys: la película (voz)
- 2002: Tony Hawk's Pro Skater 4 (videojuego) (voz)
- 2002: Gotham Girls (serie de TV) - Batgirl/Barbara Gordon (voz)
- 2002: Fillmore! (serie de TV) — Ingrid Third (voz)
- 2002: Kim Possible (serie de TV) — Tara (voz)
- 2002: KND: Los Chicos del Barrio — Mushi Sanban (voz) (hermana de Número 3 (voz por Lauren Tom))
- 2003: Final Fantasy X-2 (videojuego) — Rikku (voz)
- 2003: Lilo & Stitch: La Serie (serie de TV) — Angel, Lilo adulta, BeBe y Cece Proud, Puff (voz)
- 2003: The Animatrix: Final Flight of the Osiris (voz)
- 2003: Rugrats: Vacaciones Salvajes — Dil Pickles (voz)
- 2003: Los Jóvenes Titanes (serie de TV) — Raven (voz)
- 2003: Beyond, The Animatrix (voz)
- 2003: Los Rugrats Crecidos (serie de TV) — Dil Pickles (voz)
- 2003-2006: Duelo Xiaolin (serie de TV) — Omi, Megan, T-Rex (voz)
- 2003: Jakers! The Adventures of Piggley Winks — Dannan 'O Mallard / Molly Winks (voz)
- 2004: Infinite Darcy, The (TV series) (voz)
- 2004: Batman: el misterio de Batimujer — Barbara Gordon (voz)
- 2004: Danny Phantom — Ember McLain y Penelope Spectra (voz)
- 2004: Dinotopia: Curse of the Ruby Sunstone (voz)
- 2004: Tales of Symphonia Presea Combatir / Corrine (voz)
- 2004: The Toy Warrior (voz)
- 2004: Hot Shots Golf Fore! (videojuego) (voz)
- 2004: Ninja Gaiden (videojuego) — Rachel (voz)
- 2004: Tribes: Vengeance (videojuego) - Julia (voz)
- 2004: Jak 3 (videojuego) — Seem, Keira Hagal (voz)
- 2004-2007: La Casa de los dibujos (serie de TV) — Princesa Clara / Toot Braunstein (voz)
- 2004-2009: Mansión Foster Para Amigos Imaginarios (serie de TV) — Terrible (voz)
- 2004: La Pucelle Tactics (videojuego) — Chocolat (voz)
- 2005: Jake Long: El dragón occidental — Kara & Sara las mellizas oráculo, Veronica (voz)
- 2005: Xenosaga II (videojuego) — Sakura Mizrahi (voz)
- 2005: La Vida y Obra de Juniper Lee (serie de TV) — Roger (voz)
- 2005: Killer7 (videojuego) — Kaede Smith (voz)
- 2005: Maggie, una mosca con onda — Dawn (voz)
- 2005: X-Men Legends II: Rise of Apocalypse — Blink (voz)
- 2005: Psychonauts (videojuego) — Shegor (voz)
- 2005: Killer 7 (videojuego) - Kaede Smith (voz)
- 2005: The Batman vs. Drácula — Vicky Vale (voz)
- 2005: Hoodwinked! - Zorra (voz)
- 2005-2008: Ben 10 — Ben Tennyson, Benwolf y Mejora (voz)
- 2005: Camp Lazlo (serie de TV 2006
- 2006: Metal Gear Solid: Portable Ops (videojuego) - Elisa/Ursula (voz)
- 2006: Kingdom Hearts II — Rikku (voz)
- 2006: Leroy & Stitch — Angel (voz)
- 2006: Superman: Brainiac Attacks — Mercy Graves (voz)
- 2007-2010: Chowder - Trufa
- 2007: Transformers Animated - Sari Sumdac, Teletran-1, Carly Witwicky, Slo Mo, Alerta Roja, Strika y Slipstream (Clon Femenino de Starscream)
- 2007: Phineas and Ferb - Voces Adicionales
- 2007: Sushi Pack - Maguro
- 2007: TMNT - voces varias (voz)
- 2008: Lost Odyssey (videojuego) - Seth Balmore (voz)
- 2008: Wow! Wow! Wubbzy! - Daizy (voz)
- 2008: Ben 10: Alien Force - Princesa Attea (1 episodio)
- 2008: Bolt - voces varias (voz)
- 2008: La sirenita 3 - Las Hermanas de Ariel, Adella y Andrina (voz)
- 2008: Wolverine and the X-Men - Marrow, Dust, X-23, Firestar, Stepford Cuckoos, Magik/Illyana
- 2008: Batman, The Brave and The Bold (serie de TV) - Huntress, Billy Batson, Mary Batson (voz)
- 2009: Ninja Gaiden Σ 2 (PS3) Rachel/Sanji  (voz)
- 2009: The Powerpuff Girls Rule! - Bubbles (voz)
- 2009: The Penguins of Madagascar - Voces Adicionales (voz)
- 2009: The Super Hero Squad Show - H.E.R.B.I.E., Invisible Woman, Scarlet Witch, Brynnie Bratton, Destiny
- 2009: Ice Age: Dawn of the Dinosaurs - voces varias (voz)
- 2010–2013: Big Time Rush (serie de TV) - Sra. collins, 5 episodios
- 2010: Scooby-Doo! Camp Scare - Espantapájaros (voz)
- 2010: Metal Gear Solid: Peace Walker - Paz Ortega Andrade (voz)
- 2010-2013: Pound Puppies (serie de TV) (voz)
- 2010–2019: My Little Pony: La magia de la amistad - Twilight Sparkle (voz)

- 2010-2011: Titán Sim-Biónico - Ilana (voz)
- 2011: Batman: Arkham City (Videojuego) - Harley Quinn (voz)
- 2011: Rage (videojuego) - Elizabeth, Friday (voz)
- 2011: Star Wars: The Old Republic - Risha, Holiday (voz)
- 2012: Lollipop Chainsaw (Videojuego) - Juliet (voz)
- 2012–2014: Ben 10: Omniverse - Ben Tennyson 11 años (voz)
- 2012: Gravity Falls - 3 episodios conocidos, voz adicional
- 2012: Skylanders: Giants-Flashwing (voz)
- 2012: Bravest Warriors - Plum (voz)
- 2012: Ted - Ted en modo "Te amo" (voz)
- 2013: Pac-Man y las aventuras fantasmales - Voces adicionales
- 2013: Marvel heroes - Scarlet Witch (voz)
- 2013: My Little Pony: Equestria Girls - Twilight Sparkle (voz de poni y humana)
- 2013-presente: Teen Titans Go! - Raven (voz)
- 2013: The Wonderful 101 - Wonder Pink
- 2013: Monsters University - voces adicionales (voz)
- 2013: Guild Wars 2 - (Videojuego) - Scarlet Briar
- 2013: Futurama (serie de TV) - Tanya (voz), episodio "Stench and Stenchibility"
- 2013: Arrow - Harley Quinn (Capítulo 16, Cameo temporada 2, Capítulo 23, Cameo temporada 2)
- 2014: My Little Pony: Equestria Girls - Rainbow Rocks - Twilight Sparkle (voz)
- 2014: Arrow - Harley Quinn (Anunciado Temporada 3)
- 2014: Metal Gear Solid V: Ground Zeroes (Videojuego) - Paz (voz)
- 2015: Mortal Kombat X - Ferra y Li Mei (voz)
- 2015: Inspector Gadget - Penny (voz)
- 2015: Ted 2 - Ted en modo "Te amo" (voz)
- 2015: Minions - Brinky Nelson, voces adicionales (voz)
- 2015: My Little Pony: Equestria Girls - Los Juegos de la Amistad - Twilight Sparkle (voz de humana y pony)
- 2015-2017: Rick and Morty (serie de TV) - Voces varias (voz)
- 2016: Batman: The Killing Joke - Barbara Gordon / Batgirl (voz)[2]
- 2016: My Little Pony: Equestria Girls - La leyenda de Everfree - Twilight Sparkle (voz de humana)
- 2016: The Secret Life of Pets - Sweetpea, voces adicionales (voz)
- 2016: Sing - voces adicionales (voz)
- 2017: Samurai Jack - 5.ª temporada - Ashi (voz)
- 2017: Unikitty! - Princesa Unikitty (voz)
- 2017: Smurfs: The Lost Village - voces adicionales (voz)
- 2017: My Little Pony: La Película - Twilight Sparkle (voz)
- 2017: Despicable Me 3 - voces adicionales (voz)
- 2017: The Emoji Movie - voces adicionales (voz)
- 2017: Injustice 2 (videojuego) - Harley Quinn (voz)
- 2018-presente: Miraculous: Las aventuras de Ladybug - Emilie Agreste
- 2018: Suicide Squad: Hell to Pay - Harley Quinn (voz)
- 2018: Teen Days - Loli
- 2018: Gnomos al ataque - Catherine
- 2018: Academia Skylanders - Coco Bandicoot (cameo)
- 2019: Star Wars: El ascenso de Skywalker - voces adicionales (voz)
- 2021: Loki (serie de TV) - Miss Minutes (voz)
- 2021: Dark Deception (videojuego) - Capítulo 4 - Reaper Nurses, Penny The Chicken, Joy Kill, Mama Bear, Joy Joy Land IA (voz)